# Eduard Daelen
Edouard Adolf Daelen (né le 18 mars 1848 à Hörde et mort le 9 mai 1923 à Düsseldorf) est un artiste peintre et écrivain allemand. Pour nombre de ses écrits, il utilise les pseudonymes Ursus teutonicus, Angelo Demon, Edu Daelen-Bachem et Michel Bär. Il acquiert une renommée principalement grâce à sa première biographie sur Wilhelm Busch, qu'il écrit en 1886.

## Biographie
Eduard Daelen est le fils d'un ingénieur senior. Bien qu'il préfère de loin étudier l'art, il est d'abord contraint d'étudier le génie mécanique. Pour cela, il est inscrit à l'école de commerce de Barmen de 1863 à 1865 et à l'académie de commerce de Berlin de 1867 à 1868. Ce n'est qu'à l'automne 1868 qu'il entre dans la classe élémentaire avec Andreas Müller à l'Académie des beaux-arts de Düsseldorf, mais en repart à l'automne 1869 « parce qu'il n'a pas encore pu obtenir une place à l'Antikensaal ». Par conséquent, il va d'abord à l'Académie des beaux-Arts de Berlin, et jusqu'en 1875 à l'Académie des Arts de Munich, où Otto Seitz (de) et Wilhelm von Diez sont ses professeurs. Après un court séjour à Rome, il s'installe à Düsseldorf en 1875. De 1877 à 1923, il est membre de l'association des artistes de Malkasten et président de l'association locale de la Société générale d'art allemande. Il est également membre de l'Association des artistes universitaires d'Orient, du groupe d'artistes Laetitia et de l'Association des écrivains de Düsseldorf. En 1900, il est l'initiateur de l'Association Goethe. À Erkrath-Hochdahl près de Düsseldorf, Eduard-Daelen-Strasse porte son nom.

## Travail

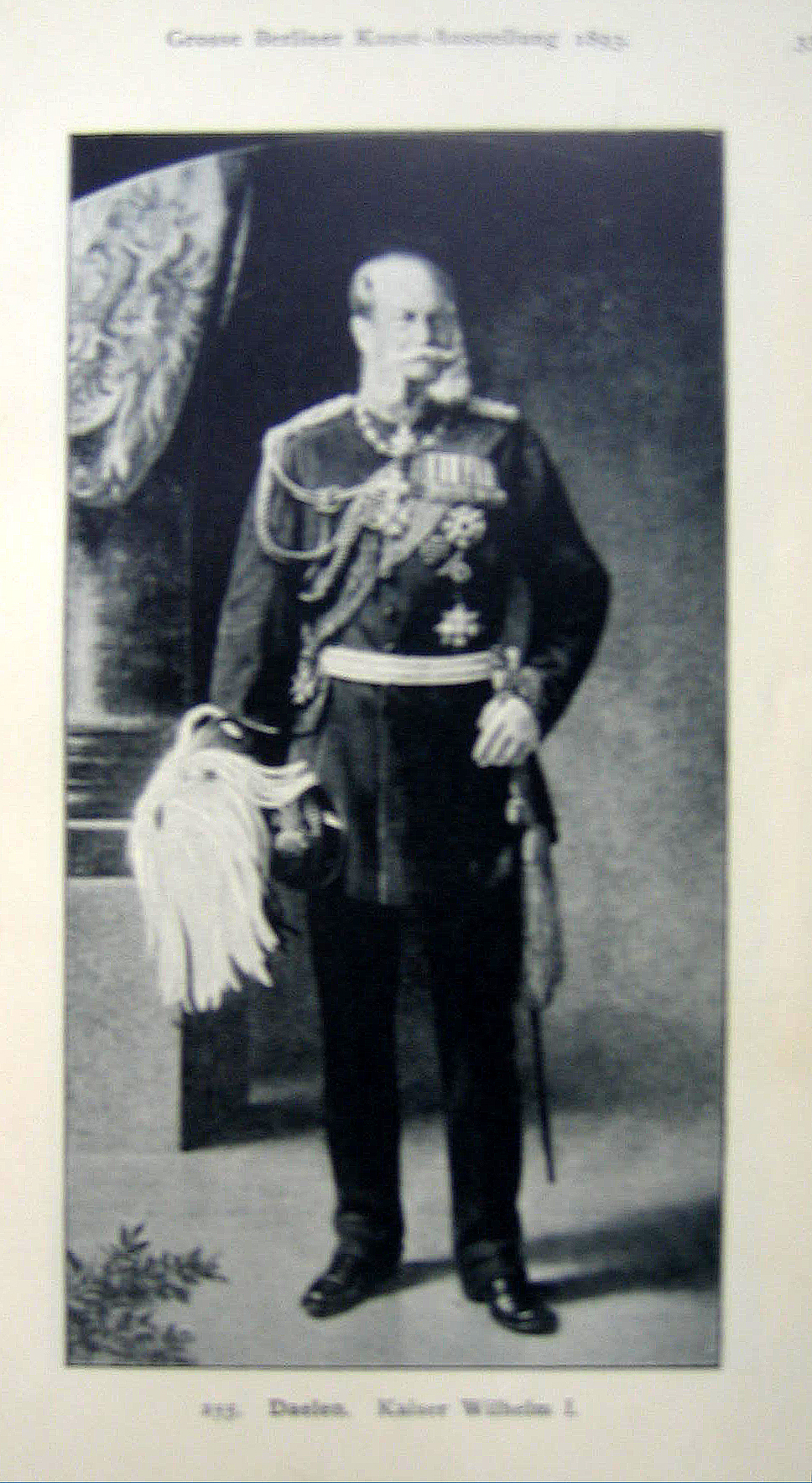
Portrait de l'empereur Guillaume Ier - Grande exposition d'art de Berlin 1893 (illustration de catalogue)

La peinture de Daelen est classée dans les écoles de Düsseldorf et de Munich. Il traite des activités de l'école de Düsseldorf dans de nombreux tableaux et écrits. Son style de peinture peut être décrit comme « réaliste », il traite également les influences de l'impressionnisme dans la coloration et l'application de la peinture. Il a du succès financier surtout avec des portraits, notamment l'empereur allemand Guillaume Ier ou Otto von Bismarck pour les clients locaux et publics. Par ailleurs, il crée également des compositions qui semblent « surréalistes », comme la mégalomanie (1891), le Mercredi des Cendres (1892), ou encore Le Clown, allégorie des « excès de l'art contemporain » (1892), ainsi que des représentations de paysages et de nombreux autres portraits. Après le déclenchement de la Première Guerre mondiale, il peint des œuvres « patriotiques » telles que le tableau L'Aigle Allemand. Bataille de l'aigle germanique avec le coq gaulois, Des Weltbrands Licht !, Allégorie de la guerre mondiale ou Au calme de fer. Le « Michel allemand », appuyé sur une épée dont la lame est inscrite « Siegfried », se tient debout devant un dragon. Il s'implique également dans des appels, des affiches et des cartes postales de guerre.
Eduard Daelen écrit des critiques d'art, entre autres, qui sont apparues dans divers journaux sous les pseudonymes de Ursos teutonicus et Angelo Demon. Il y utilise parfois un langage qui frôlait l'insulte. De plus, il publie des titres tels que Das Hohe Lied vom Bier, Schüttle dich, Germania!, Skizzen vom Rhein, Triumph der Hansa, des biographies (notamment sur Eduard Bendemann, Wilhelm Camphausen, Carl Müller, Eduard Steinbrück (de) et Benjamin Vautier l'Ancien ) pour l'Allgemeine Deutsche Biographie, des poèmes ainsi que des pièces de festival et déambulatoires à interpréter au sein de l'association d'artistes Malkasten. Il est éditeur et co-auteur des volumes d'art Die Schönheit der Frauen, 280 études photographiques en plein air par Ed Büchler, J. Agélou, G. Plüschow et E. Schneider (avec Paul Hirth), Stuttgart, Schmidt 1905, Die Schönheit des menschlichen Körpers, avec 322 études de nu picturales basées sur la nature (avec des contributions de Gustav Fritsch, Josef Kirchner), Stuttgart, Kunstverlag Klemm & Beckmann 1905, ainsi que Nackte Schönheit. Ein Buch für Künstler und Ärzte, avec 336 études de nus artistiques basées sur des enregistrements photographiques (avec l'aide du Dr Gustav Fritsch, professeur d'anatomie à l'Université de Berlin et J. Paar), Stuttgart, Hermann Schmidt 1907.

## Œuvres (sélection)
- Motiv aus Tivoli, 1875
- Abendstimmung am Hintersee, 1877

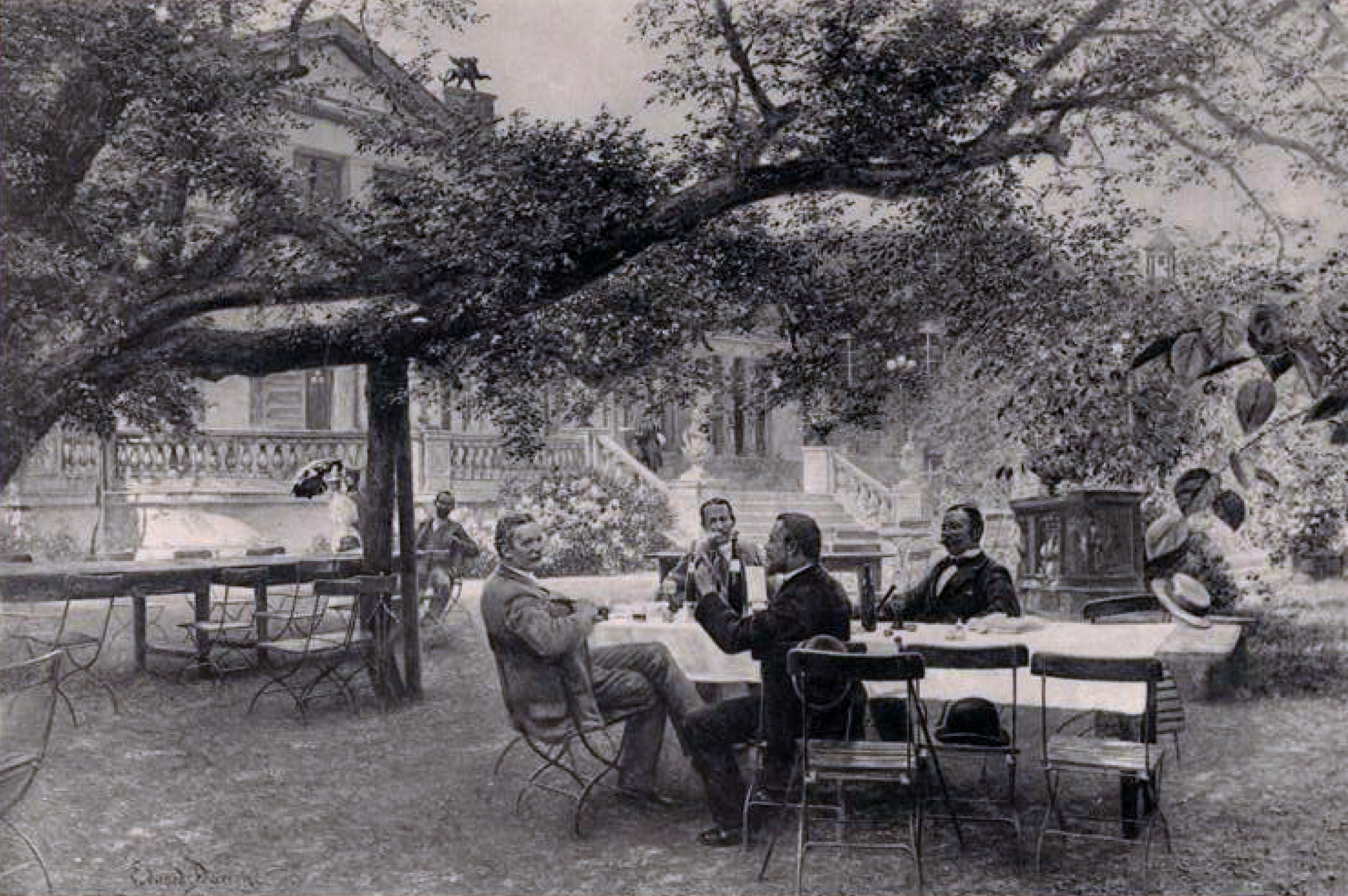
Ronde confortable dans le parc de l'ancien Düsseldorfer Malkasten (midi dans le Malkasten-Park), 1896 (illustration en noir et blanc)

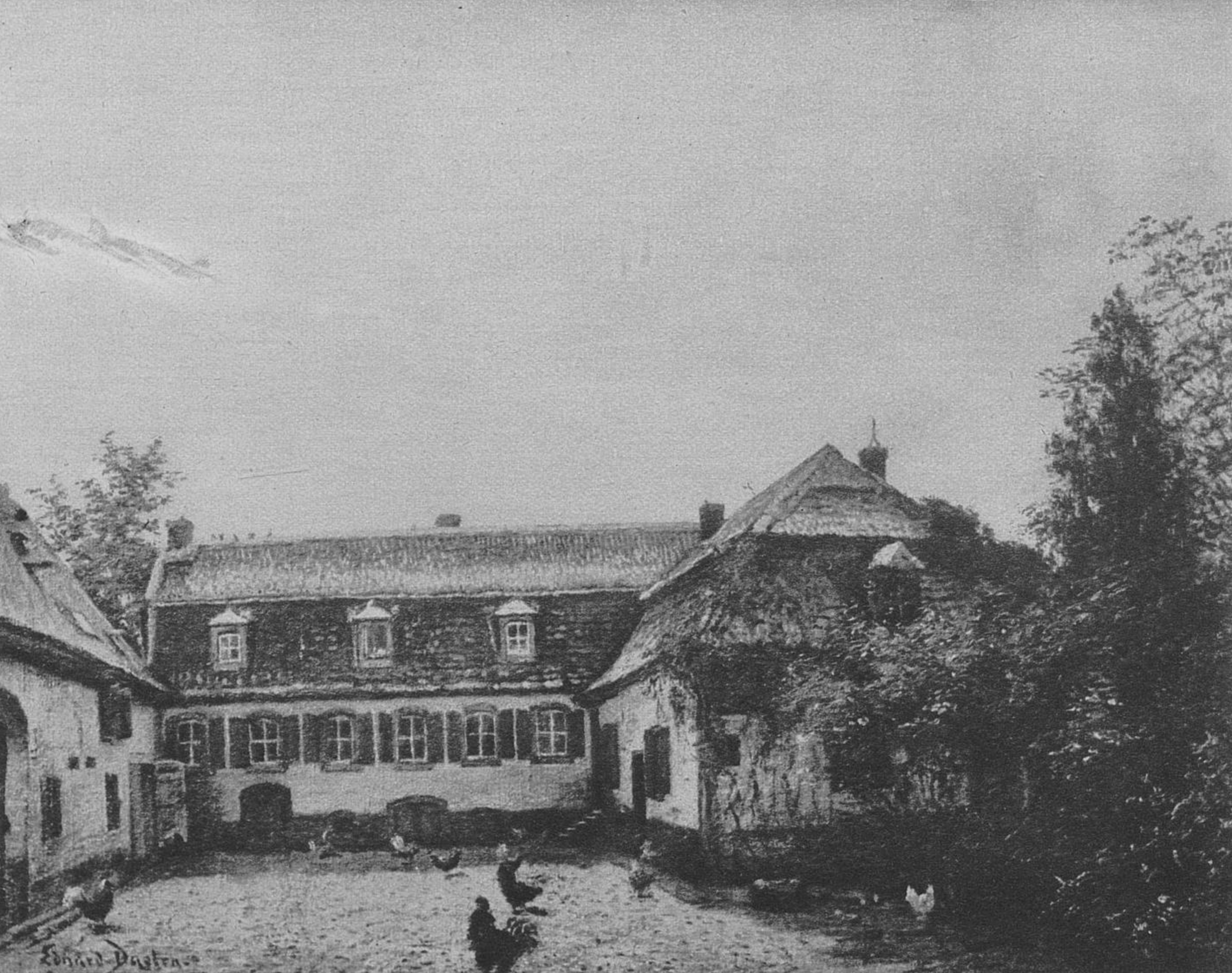
Kürtenhof à Düsseldorf-Flingern, par Eduard Daelen (1914)

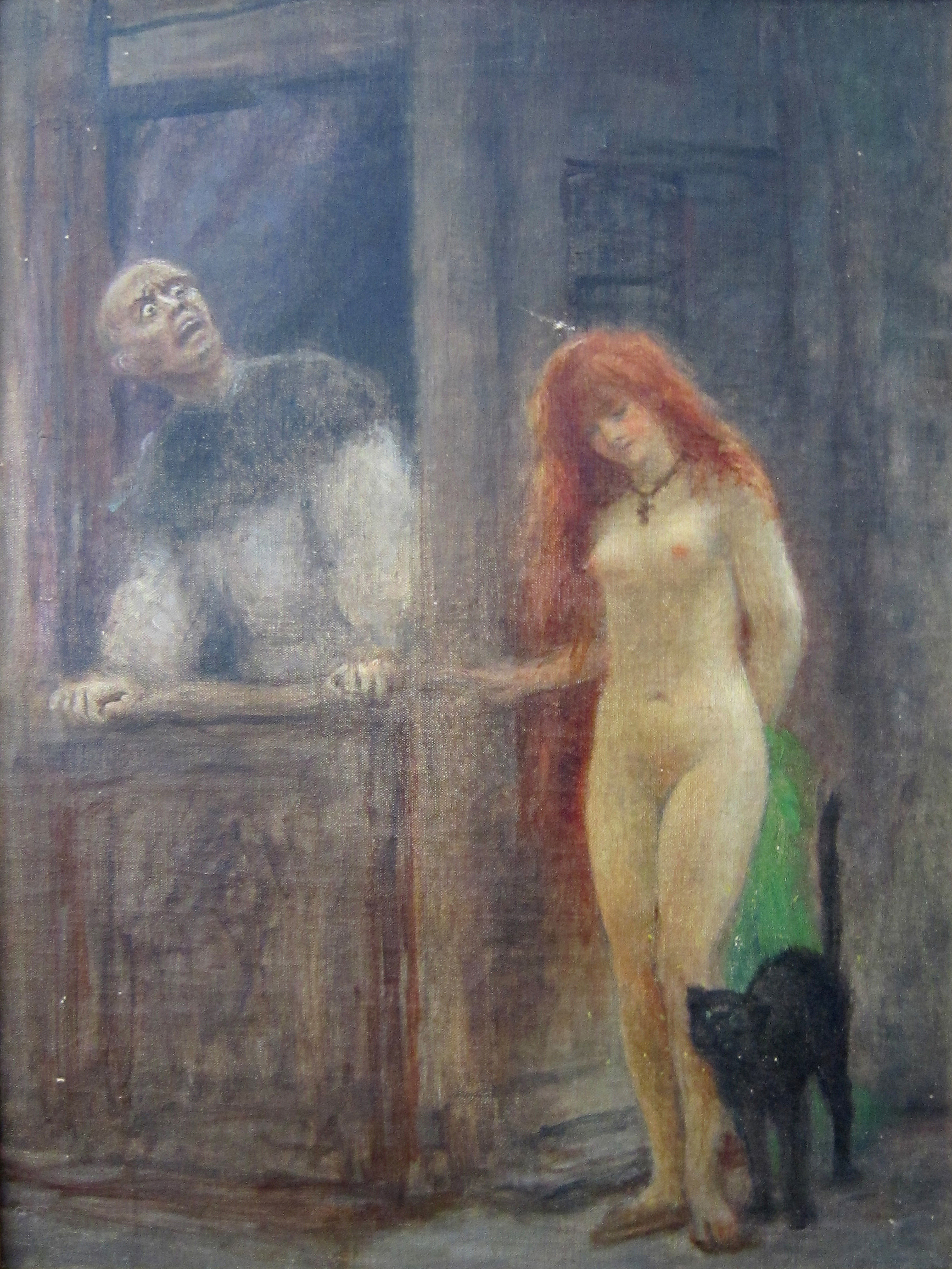
Secret de polichinelle au confessionnal, tableau du domaine

- Selbstbildnis, 1880, im Musée de la ville de Düsseldorf
- Huldigung an Kaiser Wilhelm I., 1880; ehemals Rathaus Oberhausen (de)
- Mars imperator – Venus imperatrix, 1888
- Größenwahn, 1891
- Aschermittwoch, 1892
- Der Clown, Allegorie auf „zeitgenössische Kunstauswüchse“, 1892
- Bildnis eines bärtigen Herrn (Karl Heinrich Wedigen), 1895
- Gemütliche Runde im Park des alten Düsseldorfer Malkasten, 1896
- Bildnis des Stadtrats Peter Hubert Knops, 1908; ehemals Museum Siegen
- Im Düsseltal, 1914
- Offenes Geheimnis am Beichtstuhl, Nachlass

## Publications
(décembre 2021).
- Der Fall „Jägerhof-Park“. Ein Alarmruf in höchster Not. Düsseldorf o. J. Manuskript: Malkasten-Archiv, Düsseldorf.
- Narrfingen. Die wundervollste Wundergeschichte unseres Jahrhunderts. Von Michel Bär (d. i. Eduard Daelen). Düsseldorf 1879.
- Eduard Daelen et C. M. Seyppel, Der Blick ins Jenseits, 1880.
- Eduard Daelen, Der Reinfall. Lustige Schweizerreise, 1881.
- Eduard Daelen, Schüttle Dich, Germania, Düsseldorf, 1881.
- Eduard Daelen, Keine Spielverderber oder: Man immer gemüthlich! Allegorisches Bühnenweihfestspiel zur Eröffnung der Winter-Zwillingskegelbahn im Malkasten zu Düsseldorf am 11.11.1882., Düsseldorf, 1882.
- Eduard Daelen, Auf die Jungfrau! Eine lust’ge Schweizerreise, welche vier fidele Knaben abenteuerlicherweise unlängst unternommen haben, 1882.
- Eduard Daelen, Bismarck. Eine Vision. Mit 90 Illustrationen, Oberhausen und Leipzig, 1882.
- Eduard Daelen, Von der Wurschtigkeit. Bismarckiaden in Reim und Bild, Oberhausen und Leipzig, 1883.
- Eduard Daelen, Das Hohe Lied vom Bier, Düsseldorf, Phantasie, 1884.
- Eduard Daelen, Die Gründung Pempelforts oder Skandal und Liebe. Humoristisches Lustspiel von Ursus Teutonicus, Düsseldorf, 1884.
- Eduard Daelen, Knall und Fall. Festspiel, 1885.
- Eduard Daelen, Die elf Gebote der Ehe. Eine Humoreske, 1885.
- Eduard Daelen, Festspiel zur Feier des 70. Geburtstages und des 50jährigen Malerjubiläums von Andreas Achenbach im Malkasten, 28.9.1885, Düsseldorf, 1885.
- Eduard Daelen, Ueber Wilhelm Busch und seine Bedeutung. Eine lustige Streitschrift, Düsseldorf, Bagel, 1886.
- Eduard Daelen, Der muntere Wähler, oder Laß dich nicht verblüffen!, 1887.
- Zur Geschichte der bildenden Kunst in Düsseldorf. In: Beiträge zur Geschichte des Niederrheins. Band 3, Düsseldorf 1888, S. 296 ff. (Digitalisat)
- Eduard Daelen, Schüttle Dich, Germania! Geharnischte Bismarcksonette von einem Freimüthigen, Düsseldorf, 1891.
- Skizzen vom Rhein. Aus der Studienmappe von E. Daelen. Spaarmann, Styrum und Leipzig 1894.
- Eduard Daelen, Brutus, schläfst Du? Ein Mahnruf an die Kunststadt Düsseldorf, Düsseldorf, 1896.
- Mars und Venus oder ihr neuester Sieg. Jubiläums-Vorspiel-Polterabendscherz-Bummelstück in einem Akt. Künstlerverein Malkasten; 50. Stiftungsfest. Düsseldorf 1898.
- Eduard Daelen, Eine Doppelhochzeit. Festspiel zum 50jährigen Jubiläum des Malkastens am 3.7.1898., Düsseldorf, 1898.
- Aus der Geschichte des Künstlervereins „Malkasten“ : zur Jubelfeier seines fünfzigjährigen Bestehens ; 1848 – 1898. - Düsseldorf : Bagel, 1898. Digitalisierte Ausgabe der Bibliothèque universitaire et d'État de Düsseldorf.
- Eduard Daelen, Das Friedensfest in Pempelfort. Satyrspiel zur Feier der Jahrhundertwende, Düsseldorf, 1900.
- Maskenredoute des Künstlervereins Malkasten. Düsseldorf, 24. Februar 1900: „Triumph der Hansa“. Düsseldorf 1900.
- Aufruf an die Düsseldorfer Künstlerschaft zur Bildung eines Goethe-Bundes. Vorgetragen in der Generalversammlung der Düsseldorfer Künstler am 23.4.1900. Düsseldorf 1900.
- Eduard Daelen, Das neue Kunstausstellungsgebäude zu Düsseldorf, Düsseldorf 19, 1er février.
- Eduard Daelen, Ein Friedensplan. Entwurf zu einem Festspiel zur Großen Industrie- und Kunstausstellung, Düsseldorf, 1902.
- Eduard Daelen, Frechheit ist Trumpf! oder Wer lacht da? Ein Satyrspiel zur Internationalen Kunstausstellung von Angelo Dämon, Düsseldorf, 1904.
- Eduard Daelen, Malkastenhumor. Das Geheimnis oder Salon und Galgen, Düsseldorf, 1905.
- Eduard Daelen, Bilanz der Internationalen. Mit einer zeitgemäßen Forderung von Angelo Dämon, Stuttgart, 1905.
- Eduard Daelen, La moralité du nu, Berlin, Klemm & Beckmann, 1906.
- Eduard Daelen, Hollands Blütezeit. Festspiel, Malkastenredoute, Düsseldorf, 17.2.1912, Düsseldorf, 1912.
- Zum Monistentag in Düsseldorf, 6.9.1913. Drei Gedichte. 1913.
- Laetitia, viellieber Klang!. In: Velhagen & Klasings Monatshefte 28.3 (Mai/Aug. 1914).
- Gedicht zum Tode des Malers Ernst Bosch am 22.März 1917. In: Düsseldorfer Generalanzeiger, 26. März 1917.
- Eduard Daelen, Welt-Großmacht Presse, zur Großen Berliner Kunstausstellung 1917, Düsseldorf, 1918.
- Eduard Daelen, Vom Fischerdorf zur Weltstadt. Eine Offenbarung der Weltstadt, Düsseldorf, 1918.
- Eduard Daelen, Das Vorrecht der Jugend. Ein heiteres Spiel, Düsseldorf, 1919.
- Eduard Daelen, Die nackte Maja. Das Lustspiel der Revolution in 3 Akten, Düsseldorf, 1920.
- Eduard Daelen, Deutscher Frühling. Freie Bekenntnisse von Edu Daelen-Bachem und Emma Lucas-Boeddinghaus, Düsseldorf, 1920.
- Das Kreuz. Roman aus Düsseldorfs Vergangenheit. Manuskript, o. J.; Düsseldorf, Malkasten-Archiv.